# 17923 Strother
17923 Strother este o planetă minoră (asteroid), cu un diametru de 3,568 km, din centura de asteroizi. A fost descoperită pe 15 aprilie 1999 la Magdalena Ridge Observatory⁠(d) de Lincoln Near-Earth Asteroid Research. 
Obiectul prezintă o orbită caracterizată de o semiaxă mare de 2,4277266 UAi, o excentricitate de 0,07, o înclinație de 6,98348 ° în raport cu ecliptica.